# Bistrița Bârgăului
Bistrița Bârgăului (in ungherese Borgóbszterce, in tedesco Burgaubistritz) è un comune della Romania di 4394 abitanti, ubicato nel distretto di Bistrița-Năsăud, nella regione storica della Transilvania.
Il comune è formato dall'unione di 2 villaggi: Bistrița Bârgăului e Colibița.